# Небесна корона
Небесна корона ― це модифікований варіант східної корони. Небесна корона ― це представницький знак або головний убір, що складається із золотого обручу, зазвичай прикрашеного загостреними вістрями або променями, що увінчані зірками з того ж металу. Зазвичай корона має вісім зубців, п’ять у зображеннях, які не мають рельєфу, хоча їх кількість мінлива.
Небесна корона з'являється в деяких католицьких зображеннях Діви Марії, а також використовується в геральдиці.
Небесна корона має довші зубці, ніж східна.

## Галерея

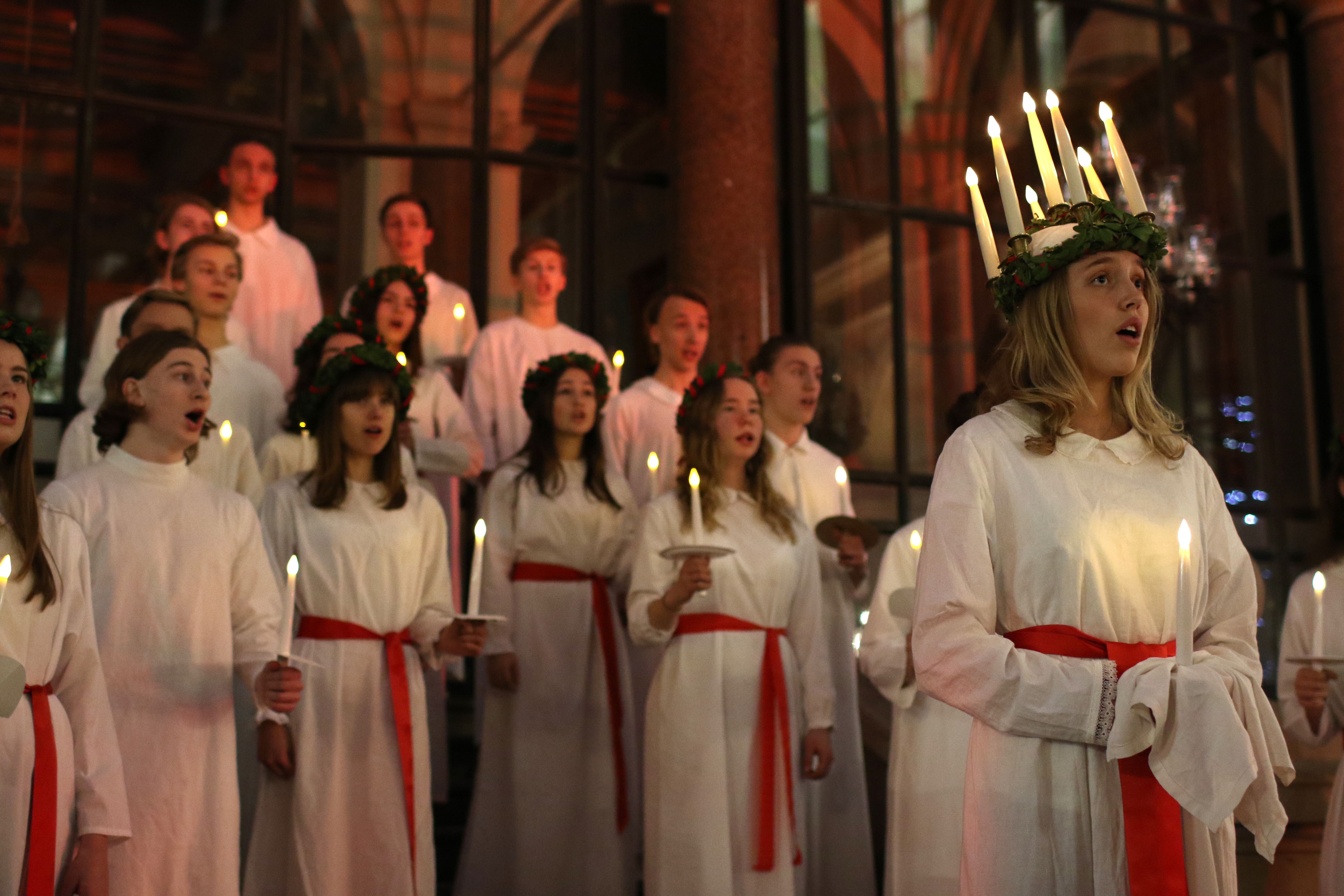
День святої Люсії
Герб римо-католицької єпархії Палм-Біч
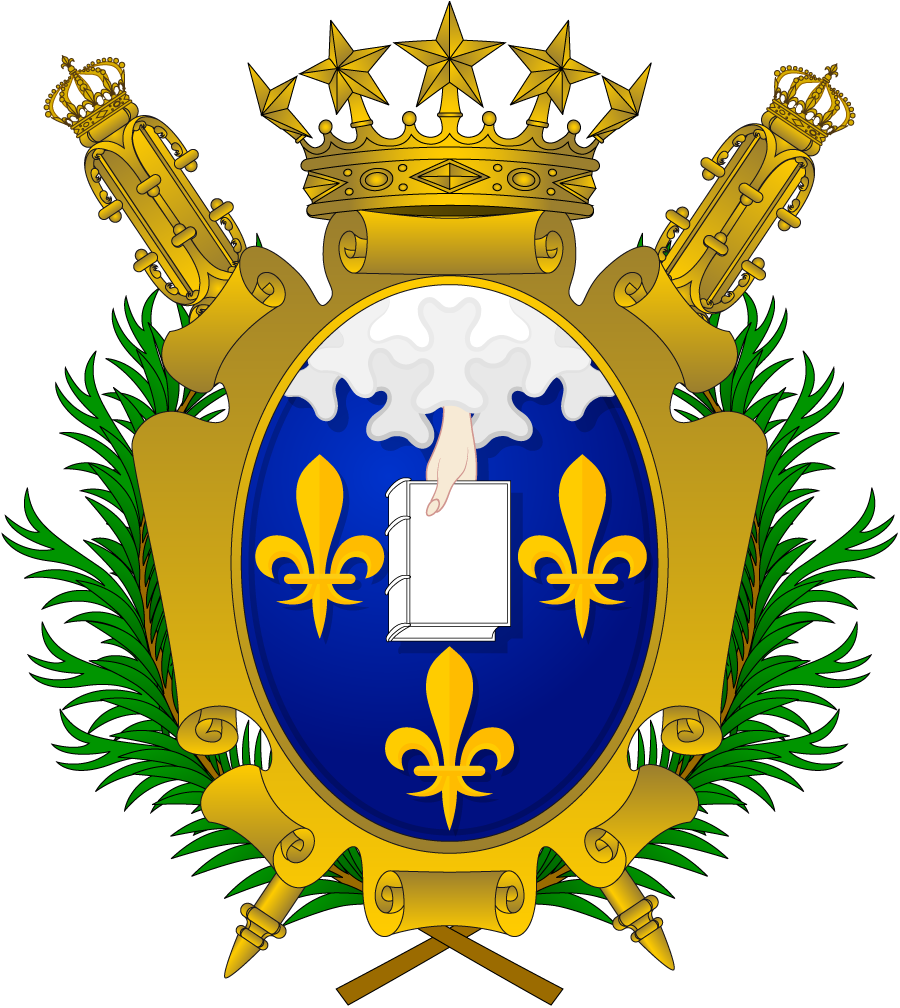
Герб Паризького університету
Герб Будинку Святого Стефана (Оксфордський університет)
Герб Кемпіона Холла (Оксфордський університет)